# هانس بوتمان
هانس بوتمان (به آلمانی: Hans Bothmann) (زاده ۱۱ نوامبر ۱۹۱۱، مرگ ۴ آوریل ۱۹۴۶) یک افسر آلمانی در دوره رایش سوم و از سال ۱۹۴۲ تا سال ۱۹۴۵ فرمانده اردوگاه مرگ خلمنو بود.